# Konrad Stürtzel

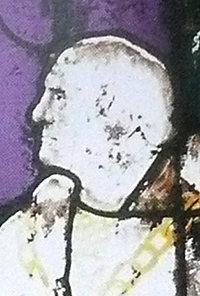
Konrad Stürtzel, Ausschnitt aus dem Glasfenster im Freiburger Münster (Original 1528)

Konrad Stürtzel von Buchheim (auch Stürzel, Stirtzel, Sturtzl, Sterczel) (* um 1435 in Kitzingen am Main; † 2. März 1509 in Freiburg i. Br.) war Doktor des Kirchenrechts, Ritter und Hofkanzler Kaiser Maximilians I.

## Herkunft
Konrad Stürtzel kam aus bürgerlichem Haus. Über seine Schulzeit ist nichts bekannt, es ist aber anzunehmen, dass er die Lateinschule seiner Vaterstadt Kitzingen besuchte. 1453 schrieb er sich an der Universität Heidelberg ein, die er 1458 als Magister artium verließ.

## Hochschullehrer in Freiburg

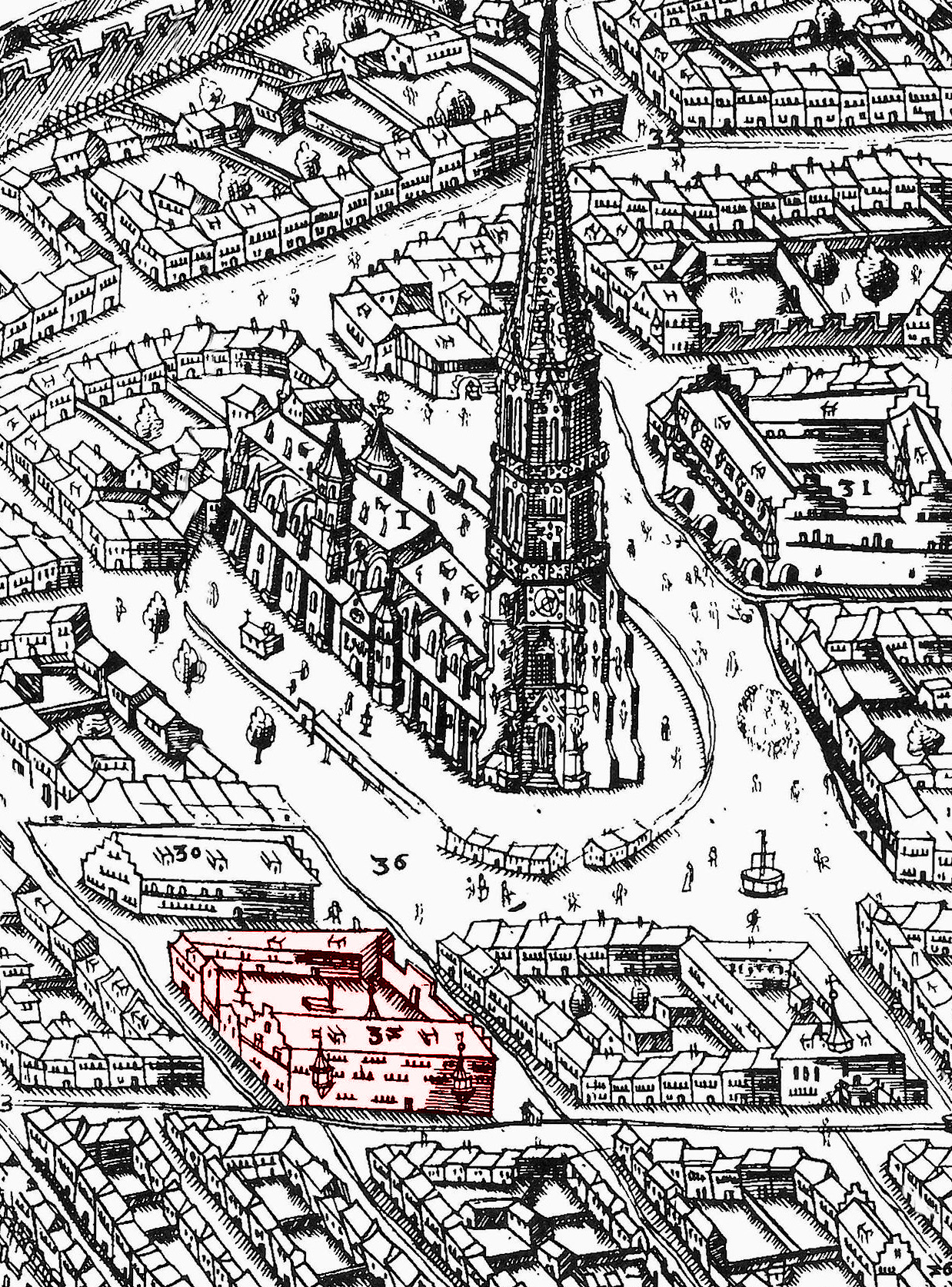
Stürtzels Stadtpalais in Freiburg 1589 (später 'Basler Hof' genannt)

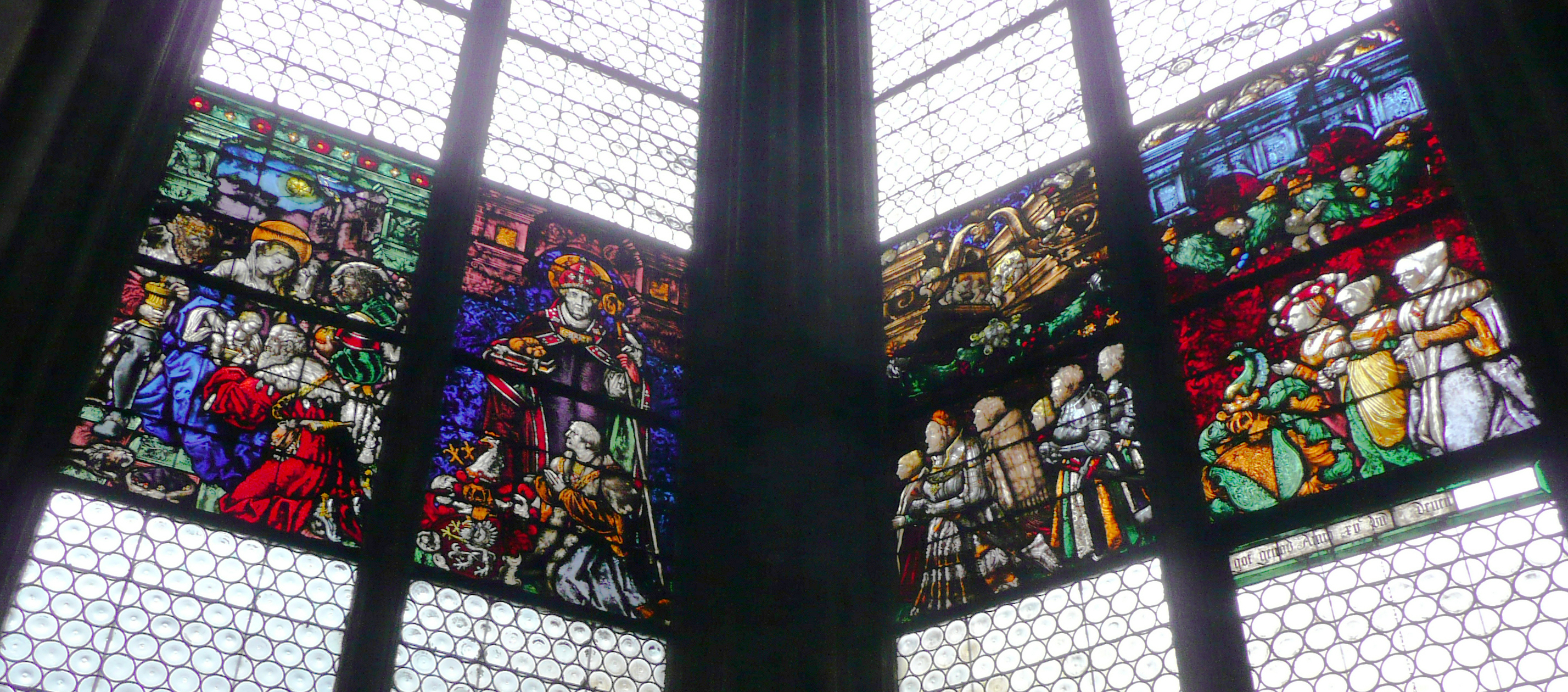
Fenster der Stürtzel-Kapelle im Freiburger Münster

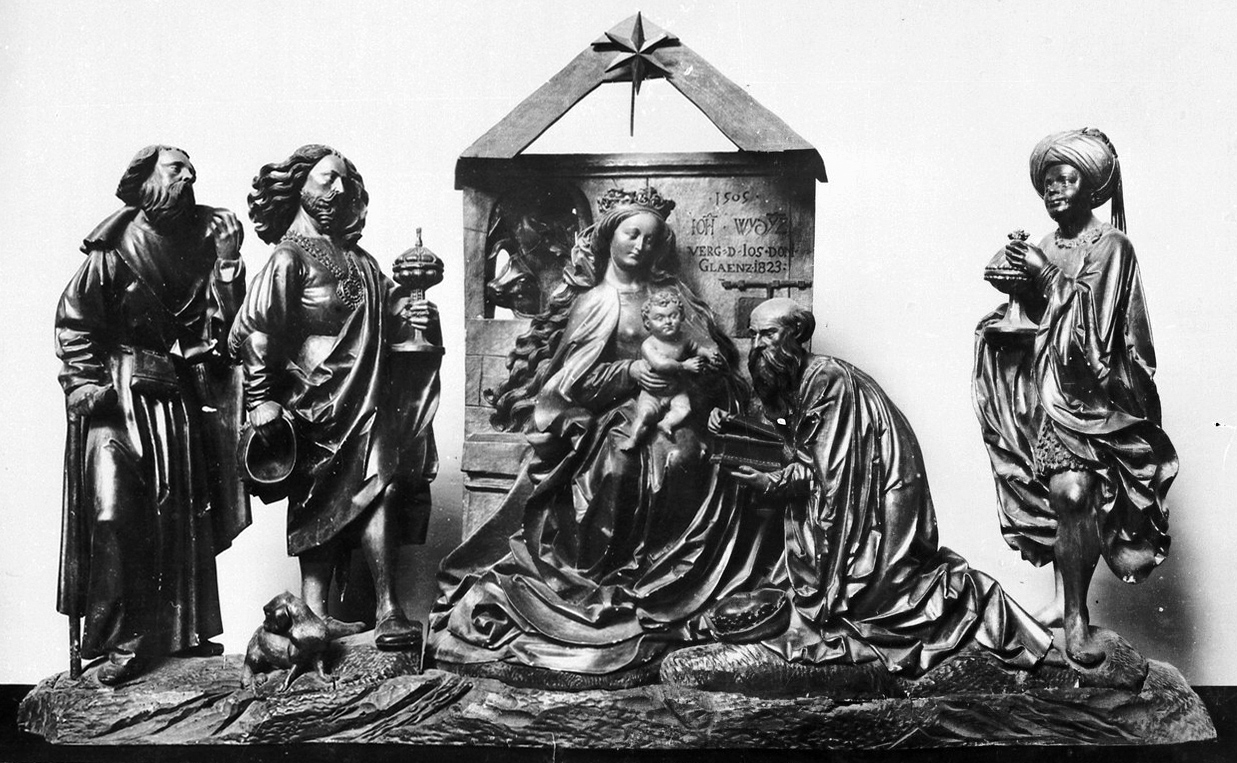
Figurengruppe des für Stürtzel 1505 erstellten Dreikönigsaltars

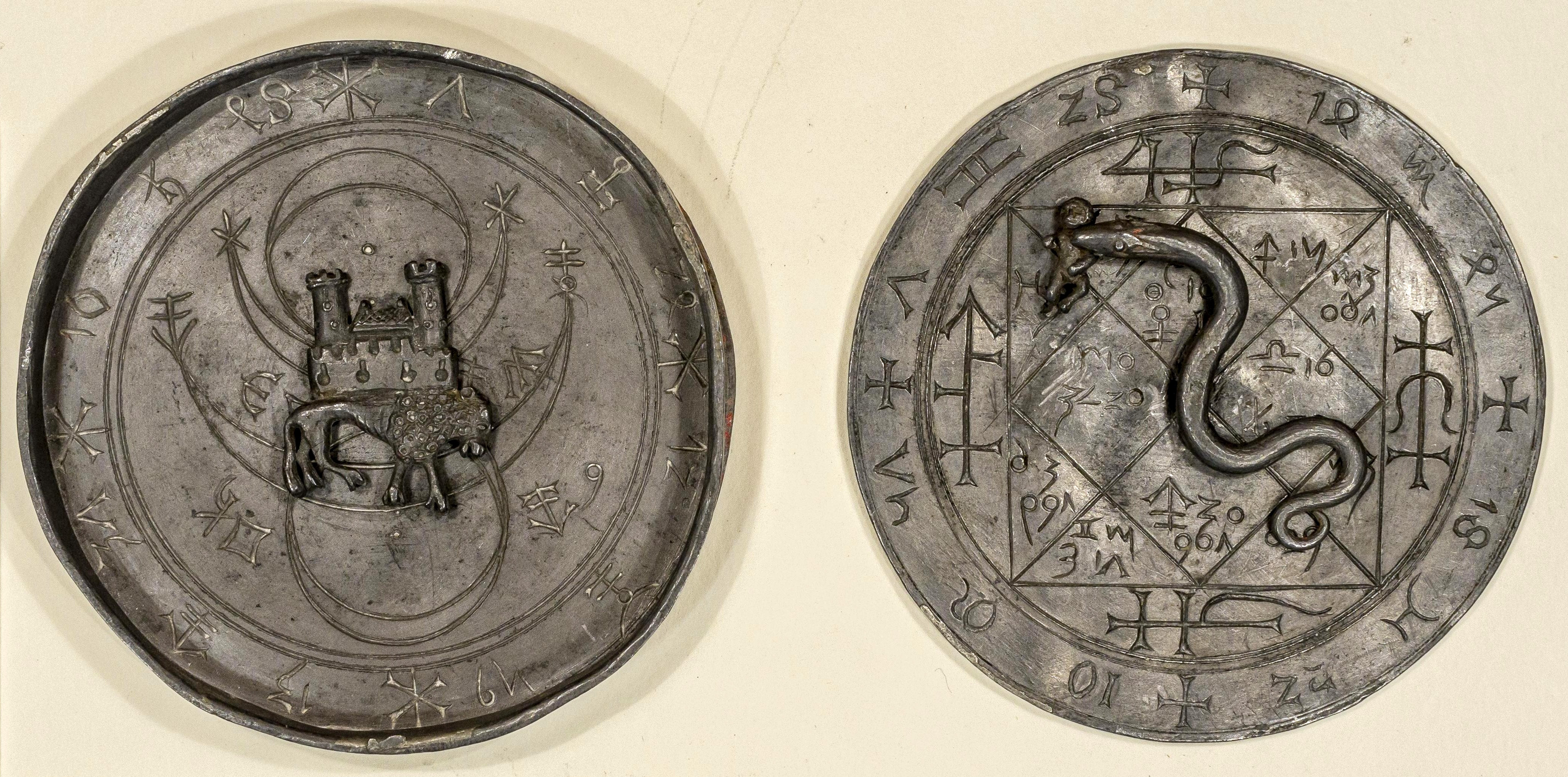
Bauamulett aus Stürtzels Stadtpalais

Im Jahre 1460 wurde Stürtzel einer der ersten Lehrer an der Artistenfakultät der jungen Universität Freiburg i. Br. und 1469, obgleich nur Magister, zum ersten Mal Rektor der Universität. Neben seinen Unterrichtsverpflichtungen studierte er Kanonisches Recht, ein Fach, in dem er dann promovierte. 1478 wählten ihn seine Kollegen ein weiteres Mal zum Rektor. Er genoss großes Ansehen und Vertrauen nicht nur innerhalb der Universität, sondern auch in der Stadt Freiburg. So wurde Meister Connrat Stürczel 1476 von der Stadt Freiburg in einen neunköpfigen Untersuchungsausschuss zur Neuordnung von Haushalt und Verwaltung berufen.

## Politische Ämter
Neben seinen akademischen Aufgaben war Stürtzel seit 1474 Ratgeber Erzherzog Siegmunds. Als dieser ihn 1481 als Rat in seine Regierung berief, wechselte er von Freiburg an den Hof in Innsbruck. 1486 wurde er dort Kanzler. Als die Tiroler Stände, unzufrieden mit der Misswirtschaft ihres Landesherren, diesen drängten, die Herrschaft über seine Länder an König Maximilian abzugeben, war Stürtzel maßgeblich an dem Übergang der Landesherrschaft auf Maximilian beteiligt. Der Tiroler Kanzler kam so ab 1490 in die Dienste des deutschen Königs.
Maximilian betraute in der Folge die Innsbrucker Hofkanzlei nicht nur mit den Angelegenheiten seiner Erblande, sondern auch immer häufiger mit denen des römisch-deutschen Reichs, was die politische Bedeutung des Hofkanzlers erhöhte. Maximilians Plan, mit Hilfe seines Kanzlers die Hofkanzlei zu einer Reichskanzlei auszubauen, traf auf den erbitterten Widerstand des Erzbischofs von Mainz Berthold von Henneberg, der als Kurfürst und Erzkanzler des Reichsteiles Deutschland, dasselbe Ziel verfolgte. Auf dem Wormser Reichstag von 1495, dem ersten seit Maximilians Alleinregierung, wurde der Widerstreit zwischen König und Reich deutlich. Monatelang wurde das Verhältnis der Reichsstände zum König beraten. Die Folge war die Wormser Reichsreform, vor allem die Einrichtung des Reichskammergerichts und die Erhebung des Gemeinen Pfennigs zu dessen Finanzierung. Die Umsetzung der Wormser Reformbeschlüsse bestimmte die Tagesordnung auch der folgenden Reichstage in Lindau, Worms, Freiburg und Köln. Stürtzel gehörte zu den Räten, denen die undankbare Aufgabe zufiel, im Namen des oft abwesenden Königs zu verhandeln. Stürtzels Verhandlungsführung in Lindau stellte Maximilian nicht zufrieden, weil er sich bei der Aufbringung des Gemeinen Pfennigs von den Reichsständen in die Defensive habe drängen lassen. Dennoch verstand sich keiner der Räte so gut wie Stürtzel darauf, die Kriege Maximilians als notwendige Verteidigung des Reichs darzustellen und im Sinne des Königs die großen Entwicklungen aufzuzeigen. Die Entmachtung Maximilians durch die Reichsstände nach dem Verlust von Mailand an den französischen König schränkte auch die Wirkungsmöglichkeiten des Hofkanzlers massiv ein. Die von den Reichsständen diktierte Augsburger Ordnung entzog dem Hofkanzler alle Zuständigkeit in Reichssachen und Stürtzel nahm 1500 seinen Abschied. Auf eigene Bitte entließ Maximilian ihn im selben Jahr in Ehren aus dem Amt, mit dem Recht, den Titel eines Hofkanzlers (neben anderen Titeln) bis an sein Lebensende zu führen. Sein Nachfolger in der Hofkanzlei wurde sein bisheriger Stellvertreter Zyprian von Serntein. Serntein half Maximilian bei der Rückgewinnung der politischen Initiative und führte nach zwei Jahren wieder das Reichssiegel. Stürtzels weitere politische Tätigkeit für den Hof war nicht mehr so weiträumig wie früher, sie konzentrierte sich nach 1500 auf diplomatische Missionen vor allem in den Vorlanden, der Eidgenossenschaft und Straßburg.
Stürtzel war auch in zahlreichen außenpolitischen Missionen von Sigismund und Maximilian als Gesandter beteiligt. Als der große Konkurrent Maximilians, der französische König Karl VIII. 1494/95 durch Italien zog, um das Königreich Neapel zu erobern, wollte Maximilian sein Reichsitalien und insbesondere das Herzogtum Mailand sichern. Stürtzel war maßgeblich an der Investitur von Ludovico Sforza beteiligt, der dort als Reichsfürst belehnt werden sollte. Außerdem verhandelte Stürtzel mit den Regierenden von Geldern und Friesland sowie den Eidgenossen.
Bereits 1488 wurde Stürtzel zusammen mit seinem Bruder Bartholomäus von Kaiser Friedrich III. in den erblichen Adelstand erhoben. Sein Sohn König Maximilian bestätigte dies drei Jahre später, wodurch sich Konrad und sein Bruder fortan Stürtzel von Buchheim (Sturtzl von Buchen) nennen durften, nachdem sie mehrere Dörfer in der Mark Buchheim (March) gekauft hatten.

## Familie
Konrad Stürtzel war in erster Ehe mit Elisabeth Griesser verheiratet, die einer einflussreichen Familie aus der nichtadeligen Oberschicht Freiburgs entstammte und die Witwe des Obristzunftmeisters Konrad Münzmeister genannt Frowenberg war. Falls es Kinder aus Konrads erster Ehe gab, so erreichten diese wohl nicht das Erwachsenenalter. Nach Elisabeths Tod vermählte sich Konrad gegen Ende der 1470er Jahre mit Ursula Laucher (Loucher, Locher) aus Freiburg. Aus dieser Ehe sind vier Söhne und zwei Töchter bekannt:
- Konrad Stürtzel von Buchheim d. J. (* ca. 1478, † 1530), Theologe, Doctor der Rechte, Rechtsnachfolger des Vaters, Kaiserlicher Rat in Ensisheim
- Georg Stürtzel (* ca. 1484, † vor 1509), Kanoniker in Thann
- Christoph Stürtzel († 1524), Chorherr in Waldkirch
- Maximilian Stürtzel d. Ä. (* ca. 1490, † nach 1516), Geistlicher
- Anna Stürtzel, Ehe mit Michael von Blumeneck
- Elisabeth Stürtzel, 1510 Ehe mit Wolf Wilhelm von Andlau

Während seiner Tätigkeit am Hof gelang es Stürtzel, ein beträchtliches Vermögen anzusammeln. Einerseits war die Stellung des Hofkanzlers hoch dotiert, andererseits verstand er es, seine Gelder gewinnbringend anzulegen, wobei ihm seine Stellung und sein Einfluss halfen. So lieh er dem immer klammen Maximilian beträchtliche Summen. Einen Großteil seines Geldes investierte Stürtzel in Immobilien. In den 1480er Jahren hatte er in Freiburg nahe dem Münster sieben benachbarte Häuser gekauft, die er in den 1490er Jahren zu einem Gebäudekomplex mit Innenhof verband. Sein Stadtpalais war seinerzeit der größte Privatbau Freiburgs. Ab 1587 war das Gebäude dann als Basler Hof im Besitz des Basler Domkapitels und nach 1651 der Sitz der vorderösterreichischen Regierung.
Außerdem kaufte Stürtzel 1491 von David Landeck zu Wiesneck u. a. die Dörfer Buchheim, Hochdorf, Holzhausen und Hugstetten im Breisgau mit großer und kleiner Gerichtsbarkeit, allen Rechten und Untertanen.
Als 1505 der neue Münsterchor gebaut wurde, erwarb Stürtzel die erste Kapelle an der Südseite als Familiengrablege. Die zwei Glasfenster in der Stürtzelkapelle wurden erst um 1530 fertiggestellt und zeigen links die Anbetung der Könige und ihnen zugewandt den Hofkanzler kniend zu Füßen des hl. Nikolaus, rechts in getrennten Bahnen die männlichen und weiblichen Familienmitglieder. Die zeichnerische Vorlage für die Fenster und damit auch für das Porträt des Kanzlers wurde erst einige Jahre nach dessen Tod von Hans Baldung erstellt. Im Münster ist heute eine Kopie von Fritz Geiges von 1910 angebracht. Die originalen Fenster sind in einem schlechten Zustand und befinden sich im Archiv des Augustinermuseums. Ebenfalls 1505 ließ Stürtzel für die Hauskapelle in seinem Stadtpalais von Hans Wydyz einen Dreikönigsaltar schnitzen, dessen Figurengruppe heute ebenfalls im Freiburger Münster steht. Die zugehörigen drei Aufsatzfiguren (Jesus, Maria, Johannes) befinden sich im Augustinermuseum.

## Würdigungen
Seine Vaterstadt Kitzingen ehrte ihn, indem sie eine Straße nach ihm benannte (Kanzler-Stürtzel-Straße), ebenso wie die Stadt Freiburg (Stürtzelstraße). Auch in Buchheim (March), wo Konrad und seine Nachkommen lange Zeit Grundherren waren, wurde an der Kirche eine Straße nach ihm benannt (Konrad-Stürtzel-Straße).

## Tod
Kanzler Konrad Stürtzel starb 1509 in Freiburg. Nach seinem Tod 1509 gingen alle Lehen auf seinen Sohn Konrad über. Die Witwe erhielt das Stadthaus und eine jährliche Pension von 300 Gulden. Sie starb 1518. Ob sich das Grab des Kanzlers in der Stürtzel-Kapelle im Münster befindet oder in der Martinskirche, in der seine zweite Frau begraben ist, ist bisher unklar.
Stürtzel hatte außer seinen legitimen Söhnen keine weiteren männlichen Nachkommen. Das Geschlecht der Stürtzel von Buchheim überlebte in der Linie seines Brudes Bartholomäus Stürtzel von Buchheim († 1508) sieben Generationen und starb 1790 mit dem Freiburger Komtur des Deutschen Ordens Alexander Joseph Carl Thadäus Stürzel (1722–1790) in männlicher Linie aus.

## Bekannte Schüler
- Johann Geiler von Kaysersberg
- Jakob Locher
- Ulrich Molitor
- Jakob Wimpfeling